# Scotopteryx sterilis
Scotopteryx sterilis är en fjärilsart som beskrevs av Louis Beethoven Prout 1938. Scotopteryx sterilis ingår i släktet backmätare, och familjen mätare. Inga underarter finns listade.